# Przyroda w Szczecinie

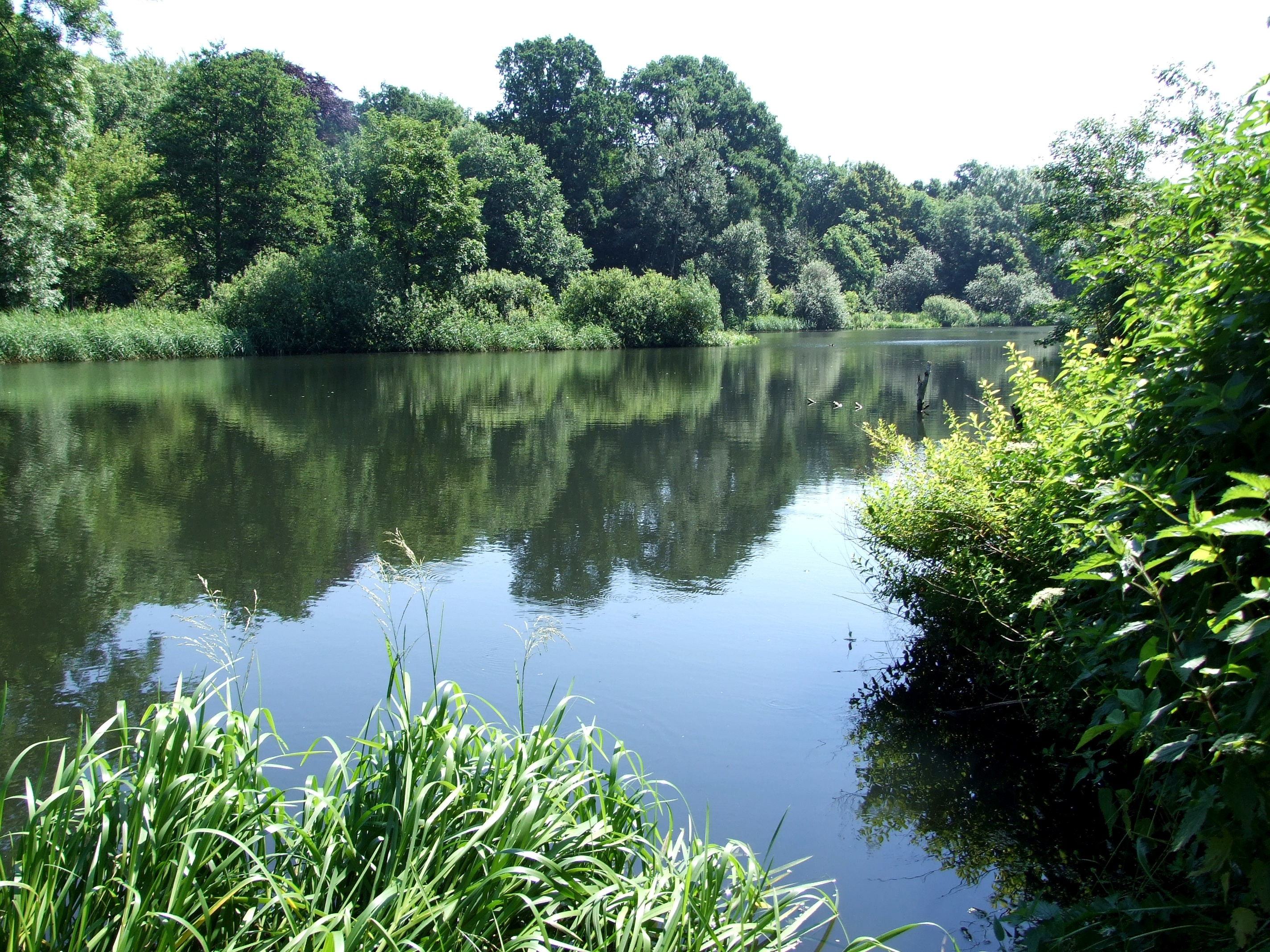
Syrenie Stawy

W granicach administracyjnych Szczecina znajdują się niewielkie fragmenty Szczecińskiego Parku Krajobrazowego „Puszcza Bukowa” (m.in. z Jeziorem Szmaragdowym, rezerwatem przyrody „Zdroje” i skrawkiem rezerwatu „Bukowe Zdroje”) oraz północna część obszaru specjalnej ochrony ptaków (OSO) Natura 2000 Dolina Dolnej Odry (PLB 320003), natomiast na południu miasto graniczy z Parkiem Krajobrazowym Dolina Dolnej Odry i jest otoczone przez 3 puszcze Wkrzańską, Bukową i Goleniowską.

## Formy ochrony przyrody na terenie miasta
- 7 zespołów przyrodniczo krajobrazowych[1]:
  1. „Dolina Siedmiu Młynów i źródła strumienia Osówka” (82,0 ha) – w dzielnicy Zachód,
  2. „Wodozbiór” (65,10 ha) – w dzielnicy Północ,
  3. „Zespół Parków Kasprowicza-Arkoński” (57,80 ha),
  4. „Jezierzyce” (108,0 ha) – na Prawobrzeżu,
  5. „Park Leśny w Strudze” (11,20 ha) – na Prawobrzeżu, w dolinie Płoni,
  6. „Zaleskie Łęgi” (71,58 ha) – w dolinie Odry, po zachodniej stronie Regalicy, między ulicami Autostrada Poznańska i Eskadrową (zachodnią granicą zespołu jest portowa bocznica kolejowa)[2],
  7. „Dębina” (819,55 ha) – na wyspie Dębina.
- 6 użytków ekologicznych[1]:
  1. „Stawek na Gumieńcach” (1,7 ha),
  2. „Stawek przy ul. Śródleśnej” (2,7 ha) – Warszewo53°29′04,600″N 14°32′44,405″E/53,484611 14,545668
  3. „Dolina strumienia Żabiniec” (5,75 ha),
  4. „Dolina strumieni Skolwinki, Stołczynki i Żółwinki” (57,60 ha),
  5. „Dolina strumienia Grzęziniec” (46,40 ha),
  6. „Klucki Ostrów” (49,70 ha).
- stanowisko dokumentacyjne „Margle kredowe nad jeziorem Szmaragdowym”.

Zostało powołane 25 lipca 2011 roku Uchwała nr X/198/11 Rady Miasta Szczecina z dnia 25 lipca 2011 roku. w celu ochrony utworów marglistych stanowiących wraz z iłami septariowymi krę utworów podłoża w obrębie glin zwałowych i utworów fluwioglacjalnych.
- pomniki przyrody[3]:

| Nazwa                                                         | Opis | Położenie | Rok ustanowienia | Zdjęcie |
| ------------------------------------------------------------- | --- | --- | ---------------- | ------- |
| dąb                                                           | dąb szypułkowy o obwodzie pnia: 404 cm i wysokości 25 m                                                                                             | przy północno-wschodnim ogrodzeniu posesji przy ul. Piotra Skargi 31, od strony posesji przy ul. Monte Cassino 20 dz. nr 3/51 obręb 1021 53°26′25,2″N 14°32′09,9″E/53,440333 14,536083 | 1986             |         |
| dąb (nazwa nieoficjalna: dęby książęce)                       | dąb szypułkowy o obwodzie pnia: 460 cm i wysokości 29 m                                                                                             | Uroczysko Zdroje oddz. 120 r. Leśnictwo Klęskowo, lasy miejskie przy jeziorze Szmaragdowym w pobliżu hotelu "Szmaragd" 53°22′27,6″N 14°37′32,0″E/53,374333 14,625556 | 1989             |         |
| lipa (nazwa nieoficjalna: lipa "Walpurga")                    | lipa szerokolistna o obwodzie pnia: 521cm, ostaniec o wysokości ok. 2 m                                                                             | Jezierzyce; na łuku drogi, przy skrzyżowaniu ul. Mostowej i ul. Topolowej; w sąsiedztwie parku osiedlowego, położonego niedaleko posesji przy ul. Topolowej 29 - działka nr 86/1 dr obręb 4204 53°20′32,8″N 14°46′44,0″E/53,342444 14,778889 | 1989             |         |
| aleja platanów                                                | aleja 212 platanów klonolistnych. Przedział wysokości drzew wynosi 6-28 m                                                                           | na Jasnych Błoniach im. Jana Pawła II, zlokalizowanych na terenie działki nr 13 obręb 21 Śródmieście w Szczecinie 53°26′23,8″N 14°32′25,6″E/53,439944 14,540444 | 1989             |         |
| tulipanowiec                                                  | tulipanowiec amerykański o obwodzie pnia: 120 cm i wysokości 10 m                                                                                   | Podjuchy; na terenie posesji przy ul. Smoczej 46, przy wschodnim ogrodzeniu od strony ulicy - działka 258/5 obręb 4444 53°21′33,0″N 14°35′49,3″E/53,359167 14,597028 | 1986             |         |
| buk Wojciech (nazwa nieoficjalna: buk Wojciecha Lipniackiego) | buk pospolity o obwodzie pnia: 497 cm i wysokości 30 m                                                                                              | Klęskowo; pomiędzy autostradą, a południowym ogrodzeniem posesji przy ul. Akwarelowej 29-33 - działka 84 obręb 4155 53°21′55,9″N 14°38′43,0″E/53,365528 14,645278 | 1989             |         |
| buk                                                           | buk pospolity o obwodzie pnia: 310 cm i wysokości 30 m                                                                                              | Uroczysko Zdroje oddz.120 r, Leśnictwo Klęskowo, przy jeziorze Szmaragdowym w pobliżu hotelu "Szmaragd" 53°22′27,7″N 14°37′31,2″E/53,374361 14,625333 | 1989             |         |
| cisy                                                          | grupa 4 cisów pospolitych o obwodach pni: 60-130 cm i wysokości od 2 do 11 m                                                                        | na trawniku, przed wejściem do kościoła pw. św. Kazimierza przy ul. Broniewskiego 18 obręb 2036 działka 20/1 53°27′12,5″N 14°31′52,6″E/53,453472 14,531278 | 2002             |         |
| cisy                                                          | grupa 3 cisów pospolitych o obwodach pni: 110-190 cm i wysokości 7-10 m                                                                             | przy budynku Zachodniopomorskiego Uniwersytetu Technologicznego, położonym przy ul. Doktora Judyma 8, w sąsiedztwie kładki nad strumieniem Warszewiec - działka 3/17 obręb 2036 53°27′17,5″N 14°31′49,2″E/53,454861 14,530333 | 2002             |         |
| dęby                                                          | dwa dęby szypułkowe - jeden o obwodzie pnia: 388 cm i wysokości 23 m, - drugi o obwodzie pnia: 322 cm i wysokości 22 m                              | Podjuchy; na zadrzewionym terenie, położonym na północ od skrzyżowania ul. Radosnej i ul. Dzikiej - działka 40 obręb 4115 53°22′03,7″N 14°36′28,5″E/53,367694 14,607917 | 2002             |         |
| dąb                                                           | dąb szypułkowy o obwodzie pnia: 423 cm i wysokości 23 m                                                                                             | pl. Tobrucki, przy chodniku przyulicznym ul. Nowej, w sąsiedztwie zabytkowej fontanny - działka 19 obręb 1039 53°25′17,6″N 14°33′11,8″E/53,421556 14,553278 | 2002             |         |
| jesion wyniosły porośnięty bluszczem                          | jesion wyniosły o obwodzie pnia 288 cm porośnięty kwitnącym bluszczem pospolitym                                                                    | na terenie parku im. Kownasa, w sąsiedztwie Muzeum Techniki i Komunikacji, położonego przy ul. Niemierzyńskiej 18a - działka 1/6 obręb 1003 53°26′50,7″N 14°32′18,1″E/53,447417 14,538361 | 2002             |         |
| lipa Świętego Ottona                                          | lipa drobnolistna o obwodzie pnia: 900 cm i wysokości 23 m                                                                                          | Płonia; na terenie położonym przy kościele pw. Najświętszej Rodziny przy ul. Klonowej 14 - działka 128 obręb 4195 53°21′04,0″N 14°43′58,9″E/53,351111 14,733028 | 2002             |         |
| miłorząb                                                      | miłorząb dwuklapowy o obwodzie pnia 280 cm i wysokości 17 m                                                                                         | na wyniesieniu terenu, zlokalizowanym w zadrzewieniu, położonym u zbiegu ul. Gontyny i ul. Księżnej Salomei - działka 5/20 obręb 1018 53°26′15,4″N 14°33′40,8″E/53,437611 14,561333 | 1975             |         |
| orzech                                                        | orzech czarny o obwodzie pnia: 470 cm i wysokości 22 m                                                                                              | pl. Tobrucki, przy chodniku przyulicznym ul. Nowej, w sąsiedztwie zabytkowej fontanny - działka 19 obręb 1039 53°25′18,3″N 14°33′12,2″E/53,421750 14,553389 | 2002             |         |
| platan                                                        | platan klonolistny o obwodzie pnia: 550 cm i wysokości 15 m                                                                                         | w pasie zielni zlokalizowanym pomiędzy dwiema nitkami Trasy Zamkowej, na wysokości budynku mieszkalnego przy pl. św. św. Piotra i Pawła 4-5 - działka 6 dr obręb 1037 53°25′38,9″N 14°33′35,8″E/53,427472 14,559944 | 2002             |         |
| dęby Krzywoustego                                             | dwa dęby szypułkowe - jeden o obwodzie pnia: 771 cm i wysokości 23 m, - drugi o obwodzie pnia: 621 cm i wysokości 21 m                              | Klęskowo; na terenie posesji przy ul. Chłopskiej 50-50a, przy północnym ogrodzeniu od strony ulicy - działka 20/14 obręb 4160 53°21′37,7″N 14°39′36,8″E/53,360472 14,660222 | 2002             |         |
| aleja dębów                                                   | aleja 22 dębów szypułkowych o obwodach pni: 134-429 cm                                                                                              | Załom; droga leśna na północ od ul. Lubczyńskiej, w kierunku zabudowy mieszkalnej przy ul. Lubczyńskiej 47-69; oddziały leśne 390n i 390o 53°25′34,1″N 14°42′51,4″E/53,426139 14,714278 | 2005             |         |
| dąb                                                           | dąb szypułkowy o obwodzie pnia: 400 cm i wysokości: 25 m                                                                                            | Załom, przy leśniczówce, obręb 3 Dąbie, działka 390/5, oddział leśny 390 l 53°25′40,6″N 14°42′59,2″E/53,427944 14,716444 | 2005             |         |
| Niemierzyński Głaz                                            | Granitognejs szary, o maksymalnym obwodzie: 7,3 m i wysokości: 3,15 m                                                                               | na trawniku, przed wejściem do kościoła pw. św. Kazimierza przy ul. Broniewskiego 18, w sąsiedztwie czterech pomnikowych cisów pospolitych 53°27′12,5″N 14°31′52,5″E/53,453472 14,531250 | 2002             |         |
| głaz narzutowy "Adam"                                         | granit o barwie różowo-szarej, o maksymalnym obwodzie 8,5m i wysokości 1,5m                                                                         | w parku im. Żeromskiego, na trawniku, przy chodniku przyulicznym ul. Starzyńskiego, niedaleko skrzyżowania z ul. Zygmunta Starego - działka 9 obręb 1030 53°25′52,5″N 14°33′38,7″E/53,431250 14,560750 | 2002             |         |
| wysepka "Mszarny Skarbek"                                     | wysepka torfowa wraz z otaczającym ją śródpolnym oczkiem wodnym o powierzchni 0,60 ha                                                               | ogródki działkowe na Skarbówku, ul. Chopina, na nieużytku, obejmuje fragment działki nr 2/3 obrębu Pogodno 25. Przebieg granicy: po ogrodzeniach następujących działek: 17,18,19,20,21,22,23,24,25,26,27 oraz 28 53°28′00,0″N 14°31′48,1″E/53,466667 14,530028 | 1997             |         |
| platan                                                        | platan klonolistny, o obwodzie drzewa: - pojedynczy pień 189 cm - pozostałe trzy zrośnięte 540 cm                                                   | na terenie placu im. Janiny Szczerskiej przy zbiegu ulicy Kazimierza Puławskiego i al. Piastów obręb 2254 Pogodno, działka 9 53°25′31,6″N 14°32′09,0″E/53,425444 14,535833 | 2011             |         |
| Dąb Miłośników Prawobrzeża                                    | dąb szypułkowy o obwodzie pnia: 388 cm i wys. 22 m                                                                                                  | wyspa komunikacyjna przy rondzie im. Regana, vis a vis posesji przy ul. Chłopskiej 78-78a - działka nr 42 obręb 4153 53°22′11,3″N 14°39′34,1″E/53,369806 14,659472 | 2011             |         |
| klon "Sułtan"                                                 | klon kolchidzki o obwodzie 437 cm i wysokości drzewa – 24,5 m                                                                                       | na terenie parku Żeromskiego w kwartale ulic Malczewskiego i Matejki obręb 27 Śródmieście, działka 3/2 53°26′06,2″N 14°33′43,8″E/53,435056 14,562167 | 2013             |         |
| buki "Kielich" lub "Osiem Dziewcząt z Albatrosa"              | osiem buków pospolitych zrośniętych ze sobą - obwód drzew mierzonych razem: 883 cm, zmierzone pojedynczo: 186, 246, 212, 228, 190, 115, 170, 167 cm | na wzgórzu, niedaleko ścieżki biegnącej od ul. Podbórzańskiej Leśnictwo Głębokie oddz. 29f 53°29′34,2″N 14°32′04,5″E/53,492833 14,534583 | 2016             |         |
| buki "Szpaler Siłaczy"                                        | grupa sześciu buków zwyczajnych o obwodach pni: 260, 340, 285, 295, 300, 355 cm                                                                     | przy drodze leśnej, pomiędzy ciekiem Pilchówka, a ul. Zegadłowicza, na północ od Doliny Siedmiu Młynów Leśnictwo Głębokie oddz. 54j 53°29′18,8″N 14°29′24,6″E/53,488556 14,490167 | 2016             |         |
| buki przy Cichym Kąciku                                       | grupa sześciu buków zwyczajnych o obwodach: 335, 310, 305, 432, 368 i 370 cm                                                                        | grupa drzew, przy ogródkach działkowych "Skarbówka" oraz przy szlaku niebieskim i czerwonym; na tyłach posesji przy ul. Rajskiej i ul. Milewskiego; Leśnictwo Głębokie odd. 86x; (jeden z buków rośnie w pewnym oddaleniu od pozostałych - przy południowym ogrodzeniu ośrodka im. Brata Alberta przy ul. Świerkowej 7) 53°27′32,4″N 14°31′13,4″E/53,459000 14,520389 | 2016             |         |
| dęby "Tata i Mama"                                            | dwa dęby szypułkowe o obwodach pni: 450 i 388 cm.                                                                                                   | przy drodze od leśniczówki Owczary do Bartoszewa, przy linii wysokiego napięcia Leśnictwo Głębokie, oddz. 88g 53°29′35,5″N 14°27′32,9″E/53,493194 14,459139 | 2016             |         |
| dąb i buk "Stróże"                                            | dąb szypułkowy o obwodzie pnia: 398 cm i buk zwyczajny o obwodzie pnia: 449 cm                                                                      | przy polanie "Nad Jeziorem Głębokie", obok ścieżki spacerowej Leśnictwo Głębokie oddz. 93g 53°28′53,5″N 14°28′12,1″E/53,481528 14,470028 | 2016             |         |
| dęby "Brytyjczycy" i buki "Upiory"                            | grupa dwóch dębów szypułkowych o obwodach pni: 420 i 445 cm oraz trzech buków zwyczajnych o obwodach pni: 445, 460 i 412cm                          | przy zachodnim krańcu Jeziora Głębokiego, przy ścieżce spacerowej Leśnictwo Głębokie oddz. 93i 53°28′55,5″N 14°28′00,7″E/53,482083 14,466861 | 2016             |         |
| cis "Warcisław"                                               | cis pospolity o obwodzie pnia 160 cm | za zajazdem "Szmaragd", przy Jeziorze Szmaragdowym, w rejonie ul. Kopalnianej Leśnictwo Dąbie oddz. 120k 53°22′26,0″N 14°37′30,4″E/53,373889 14,625111 | 2016             |         |
| Boleszycki Dąb                                                | dąb szypułkowy o obwodzie pnia: 487 cm | pomiędzy nasypem kolejowym, a wschodnią krawędzią ul. Kopalnianej, w sąsiedztwie wybiegu dla psów Leśnictwo Dąbie, oddz. 120g 53°22′33,6″N 14°37′21,2″E/53,376000 14,622556 | 2016             |         |
| kasztanowiec zwyczajny                                        | kasztanowiec biały o obwodzie pnia – 310 cm i wysokości - 20 m                                                                                      | na posesji przy ulicy 5 Lipca 8 obręb 1023 działka 42/16 53°26′05,2″N 14°32′06,7″E/53,434778 14,535194 | 2012             |         |
| dąb                                                           | dąb szypułkowy o obwodzie pnia: 417 cm i wysokości 27 m                                                                                             | Załom, obręb 3 Dąbie, działka 390/5, oddział leśny 390 o 53°25′30,9″N 14°42′49,9″E/53,425250 14,713861 | 2012             |         |
| kasztanowiec zwyczajny                                        | kasztanowiec biały o obwodzie pnia – 348 cm i wysokości 24 m                                                                                        | rośnie na terenie posesji przy ul. Dubois 6; działka 8/7 obręb 27 Nad Odrą 53°26′13,3″N 14°34′17,4″E/53,437028 14,571500 | 2017             |         |
| dąb                                                           | dąb szypułkowy o obwodzie pnia 344 cm i wysokości drzewa 28 m.                                                                                      | na terenie posesji przy ul. Jaworowej 57; działka 28 obręb 5 Pogodno 53°28′55,0″N 14°28′44,1″E/53,481944 14,478917 | 2017             |         |
| dęby                                                          | dwa dęby szypułkowe o obwodach pni: 1. - 660 cm, 2. - 720 cm, o wysokości drzew: 1. - 28 m, 2. - 25 m                                               | na terenie działki 24/16 obręb 160 Dąbie, położonej przy ul. Leśna Polana 53°21′29,0″N 14°39′39,0″E/53,358056 14,660833 | 2018             |         |
| buk                                                           | buk pospolity odm. czerwonolistnej | park im. Dowbór-Muśnickiego przy al. Powstańców Wlkp. - ul. Grudziądzkiej (działka nr 40/2 obręb 1057 Śródmieście) 53°24′43,6″N 14°31′58,7″E/53,412111 14,532972 | 2019             |         |
| dąb                                                           | dąb szypułkowy o obwodzie pnia 379 cm i wysokości 21 m, wiek ok. 250 lat                                                                            | na terenie nieruchomości położonej przy ul. Chabrowej 3 w Szczecinie - działka nr 96/2 obręb 125 Dąbie 53°21′34,8″N 14°35′44,4″E/53,359667 14,595667 | 2021             |         |
| platan Tadeusz                                                | platan klonolistny o obwodzie pnia 355 cm i wysokości 28 m. Wiek ok. 120 lat                                                                        | przy budynku Państwowej Szkoły Muzycznej I stopnia przy al. Wojska Polskiego 115 w Szczecinie - działka nr 74/5 obręb 140 Pogodno 53°26′28,4″N 14°31′53,0″E/53,441222 14,531389 | 2021             |         |
| platan Moniuszko                                              | platan klonolistny o obwodzie pnia 360 cm wysokości 28 m. Wiek ok. 120 lat                                                                          | przy budynku Państwowej Szkoły Muzycznej I stopnia przy al. Wojska Polskiego 115 w Szczecinie - działka nr 74/5 obręb 140 Pogodno 53°26′28,4″N 14°31′54,9″E/53,441222 14,531917 | 2021             |         |
| cisy Fryderyk                                                 | grupa 4 szt. wielopniowych krzewów cisa pospolitego o wysokości ok. 6–7 m, w wieku ok. 120 lat                                                      | przy budynku Państwowej Szkoły Muzycznej I stopnia przy al. Wojska Polskiego 115 w Szczecinie - działka nr 74/5 obręb 140 Pogodno 53°26′27,9″N 14°31′53,7″E/53,441083 14,531583 | 2021             |         |

## Inne obszary cenne przyrodniczo

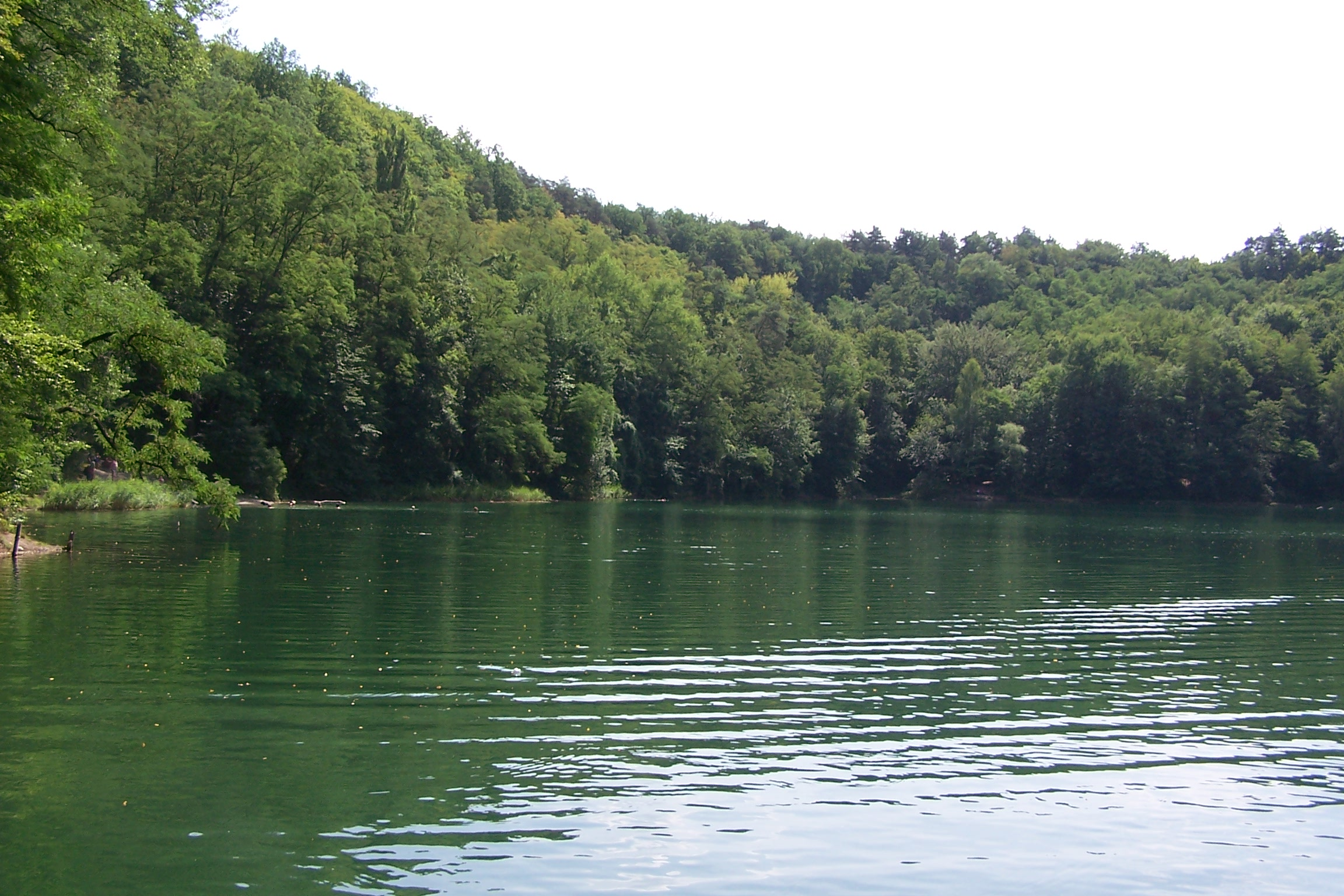
Jezioro Szmaragdowe w Puszczy Bukowej

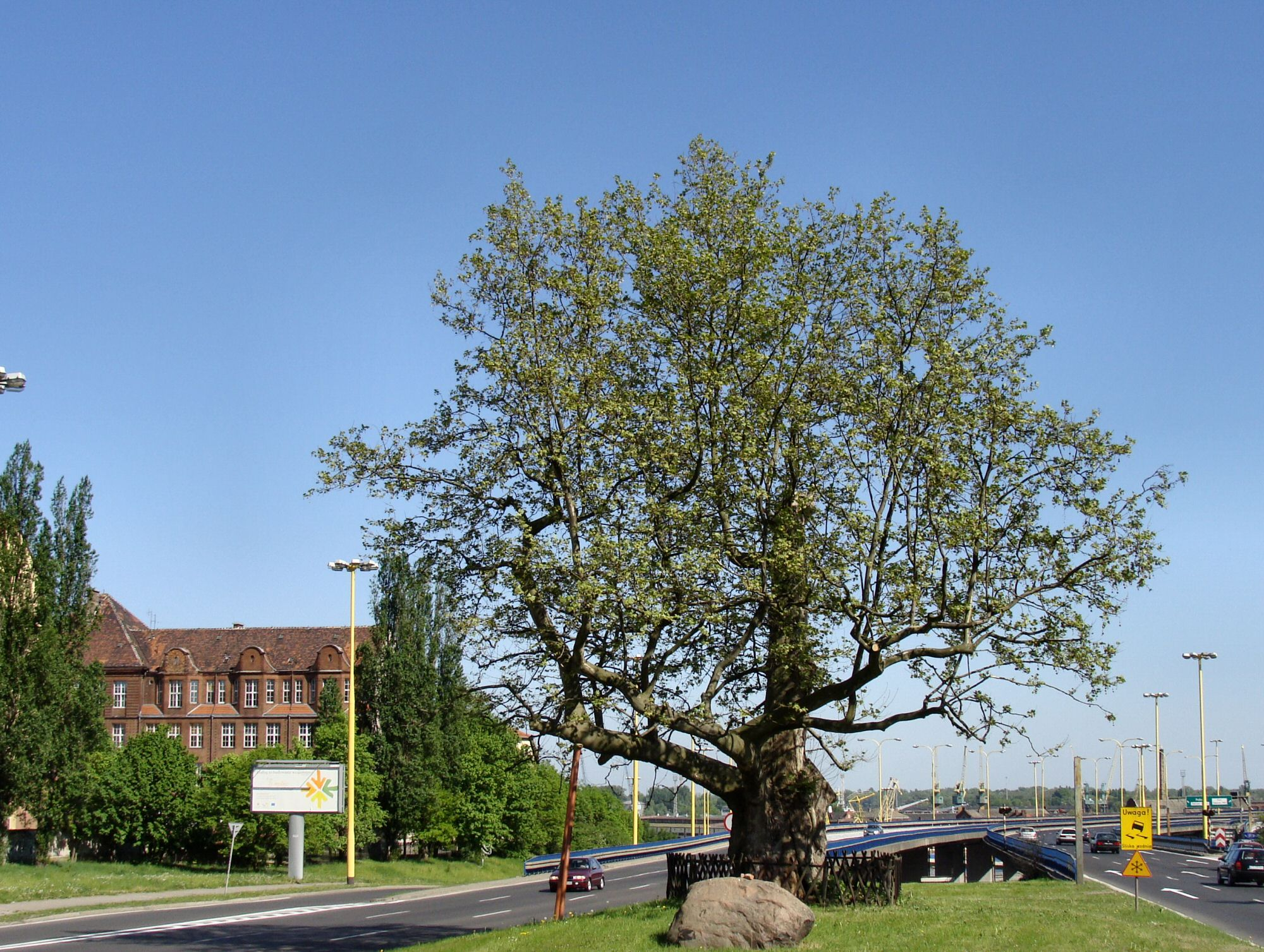
Platan klonolistny przy Trasie Zamkowej

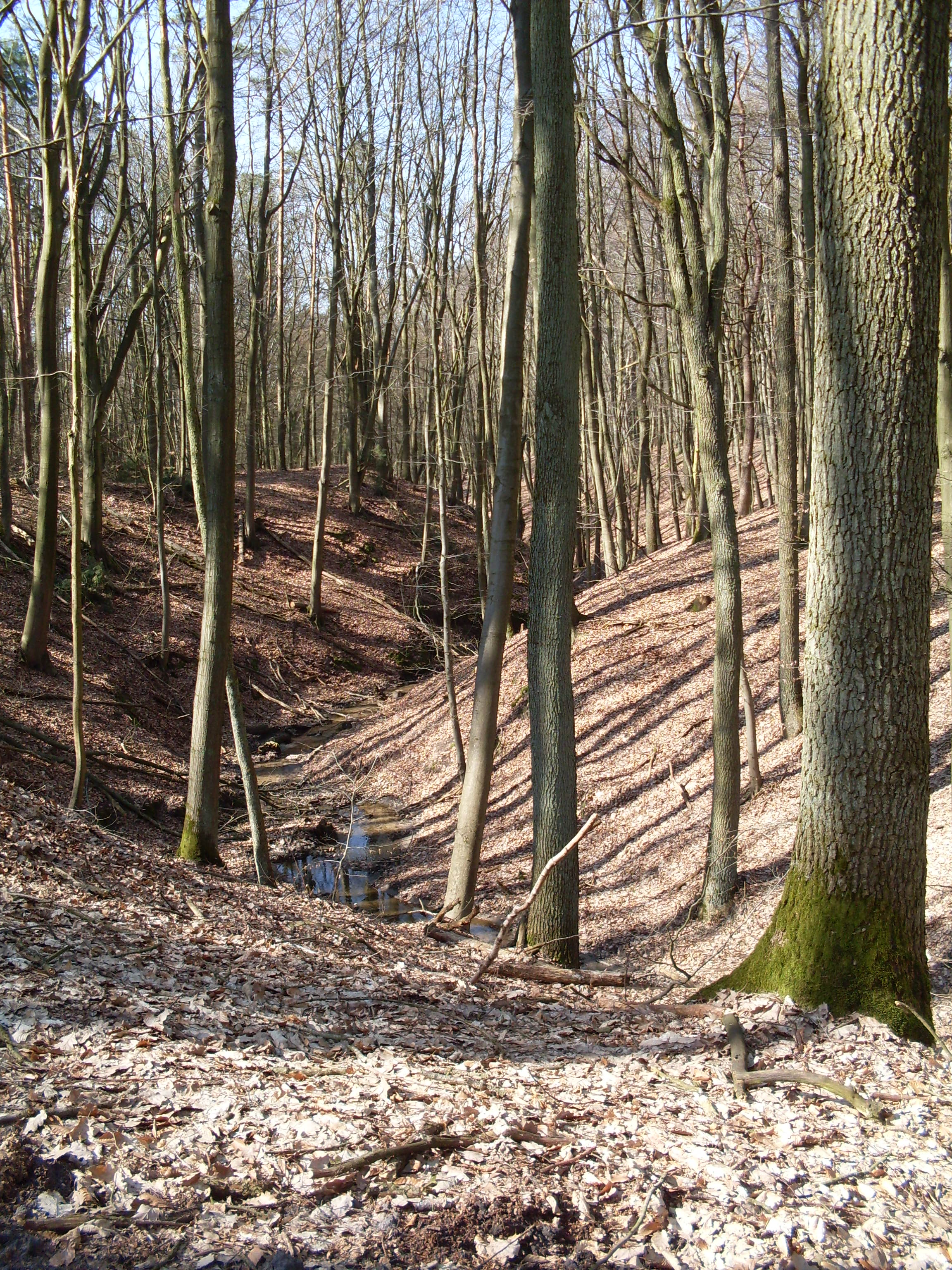
Strumień Grzybnica – granica między Policami a Szczecinem

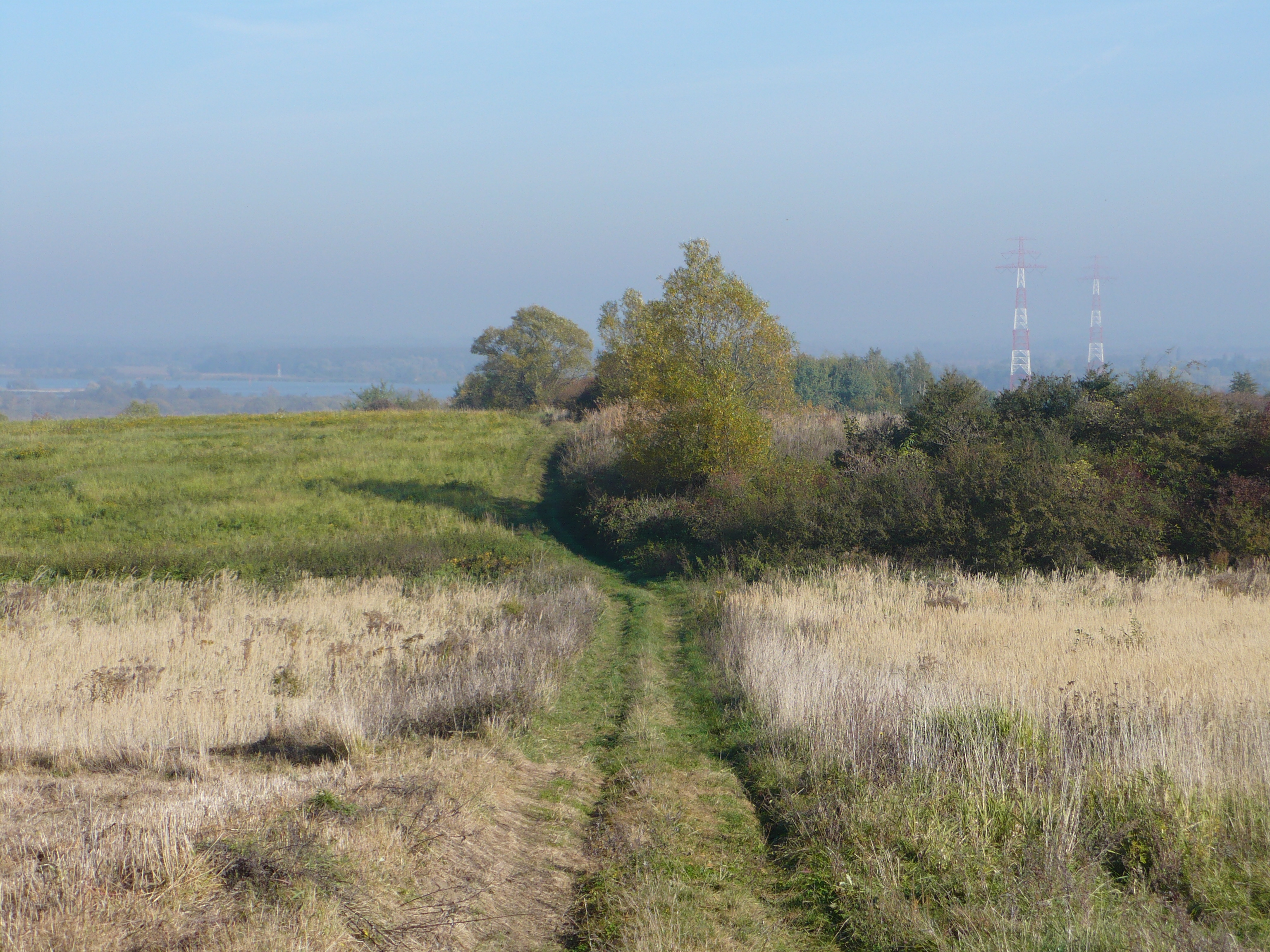
Płaskowzgórze Przęsocińskie

- 12 uroczysk leśnych, w tym 7 zwanych parkami leśnymi:
  1. Park Leśny Arkoński
  2. Park Leśny Dąbie
  3. Park Leśny Głębokie
  4. Park Leśny Klęskowo
  5. Park Leśny Kupały
  6. Park Leśny Mścięcino
  7. Park Leśny Zdroje
- cmentarze (czynne i nieczynne):
  1. Cmentarz Centralny w Szczecinie
  2. cmentarze komunalne w Dąbiu, Zdrojach, Wielgowie i na Golęcinie
  3. dawne cmentarze przy ul.Niemierzyńskiej, ul.Beyzyma, ul.Ostrowskiej, ul.Nehringa, ul.Sąsiedzkiej, ul.Bielańskiej, ul.Hożej itd.
- parki miejskie:
  1. Park Kasprowicza
  2. Park Żeromskiego
  3. Park Andersa
  4. Park Noakowskiego
  5. Park Brodowski
  6. Ogród Dendrologiczny im. Stefana Kownasa
  7. Ogród Różany w Szczecinie
  8. Park Chopina
  9. Park na Pomorzanach
- większe skwery i zieleńce:
  1. Wały Chrobrego
  2. Jasne Błonia
  3. Plac Batorego
  4. Plac Grunwaldzki
  5. Plac Solidarności
  6. Plac Tobrucki
  7. Plac Zwycięstwa-Brama Portowa
  8. Skwer Ackermanna
  9. Skwer Telesfora Badetko